# Coeficiente osmótico
El coeficiente osmótico φ es un valor que mide la desviación del comportamiento de un disolvente respecto de su comportamiento en condiciones ideales, según la ley de Raoult. El coeficiente osmótico se define en función de concentraciones en la escala de molalidades, como
{\displaystyle \varphi ={\frac {\mu _{A}^{*}-\mu _{A}}{RTM_{A}\sum _{i}m_{i}}}\,}
y en función de las concentraciones en la escala de las fracciones molares: 
{\displaystyle \varphi =-{\frac {\mu _{A}^{*}-\mu _{A}}{RT\ln x_{A}}}\,}
dónde μA* es el potencial químico del disolvente puro y μA es el potencial químico del disolvente en la disolución, MA es la masa molar del disolvente, xA su fracción molar, R la constante de los gases y T la temperatura termodinámica.